# Это случилось в Виши
Это случилось в Виши (англ. Incident At Vichy) — пьеса американского драматурга Артура Миллера, написанная в 1964 году о группе мужчин, задержанных для проверки на расовую принадлежность немецкими военными офицерами и французскими полицейскими-коллаборационистами в городе Виши во время Второй мировой войны. Пьеса затрагивает темы человеческой природы, вины, страха и взаимопомощи.
В 1973 году Миллер адаптировал пьесу для телевидения.

## Сюжет
В первой половине пьесы персонажи пытаются осознать, на каком основании они задержаны и какая процедура их ждёт. За исключением цыгана и аристократа фон Берга все персонажи — евреи, и большинство из них перебралось в Виши из оккупированной немцами северной Франции. Понимая возможную серьёзность положения, они всё же считают, что это рутинная проверка документов. Один из мужчин, Байяр, который, может, и не еврей, но однозначно коммунист, сообщает о поездах, возящих людей в концентрационные лагеря в Германию и Польшу, и рассказывает о массовых убийствах.
Вторая половина пьесы показывает разную реакцию мужчин: Ледюк, врач-психиатр и участник боевых действий 1940 года, пытается убедить других в необходимости совершить побег. Однако остальные физически сильные персонажи не видят такой необходимости, так как надеются на лучшее. На это влияет тот факт, что первого вошедшего в кабинет — бизнесмена Маршана, выпустили из здания. Мужчин по очереди заводят в кабинет профессора для осмотра. Некоторые паникуют, а некоторые — ведут себя вызывающе. В конце пьесы фон Берг, получивший пропуск на выход из здания, отдает его Ледюку, тем самым позволяя тому сбежать.

## Постановки
- 1964 — Incident at Vichy, ANTA Washington Square Theatre (США).
- 1965 — Incident at Vichy, Phoenix Theatre (Великобритания).
- 1967, 1986 — «Случай в Виши», режиссёр Марлен Хуциев, театр «Современник» (СССР).
- 1981 — Incident at Vichy, Jewish Repertory theater (США).
- 2009 — Incident at Vichy, The Actors Company Theatre (США).
- 2020 — «Это случилось в Виши», режиссёр Сергей Голомазов, Рижский русский театр имени Михаила Чехова (Латвия)[1].
- 2025 — «Случай в Виши», режиссёр Артур Козин, Малый драматический театр.

## Экранизации
- 1989 — «А это случилось в Виши», режиссёр Михаил Козаков, главная редакция литературно-художественных программ ЦТ (СССР).